# KBS 뉴스 2
《KBS 뉴스 2》(KBS NEWS 2)는 KBS 1TV에서 매주 평일 오후 2시에 방송 중인 뉴스 프로그램이다.

## 개요
타이틀 및 정식 명칭은 KBS 뉴스다.

## 방송 시간
- 현재 방송 시간은 2022년 5월 2일부터 기준으로 한다.
- 긴급·특집 뉴스가 방송되면 KBS 뉴스특보로 방송·편성된다.

| 방송 채널 | 방송 기간                          | 방송 시간                                     | 방송 분량 | 비고 |
| --------- | ---------------------------------- | --------------------------------------------- | --------- | ---- |
| KBS 1TV   | 2005년 12월 1일 ~ 2013년 10월 18일 | 매주 평일 오후 2시 ~ 오후 2시 10분            | 10분      |      |
| KBS 1TV   | 2019년 9월 16일 ~ 2020년 3월 3일   | 매주 평일 오후 2시 ~ 오후 2시 10분            | 10분      |      |
| KBS 1TV   | 2022년 5월 2일 ~ 현재              | 매주 평일 오후 2시 ~ 오후 2시 10분            | 10분      |      |
| KBS 1TV   | 2020년 3월 4일 ~ 2021년 5월 1일    | 매주 월요일 ~ 토요일 오후 2시 ~ 오후 2시 30분 | 30분      |      |
| KBS 1TV   | 2021년 5월 3일 ~ 2022년 4월 29일   | 매주 평일 오후 2시 ~ 오후 2시 30분            | 30분      |      |

## 앵커
- 현재 앵커는 2024년 5월 20일부터 기준으로 한다.

### 평일
| 대수 | 진행자                         | 진행 기간                         | 비고  |
| ---- | ------------------------------ | --------------------------------- | ----- |
| 1대  | 故 이성민 前 아나운서          | 2005년 12월 1일 ~ 2007년 11월 4일 |       |
| 2대  | 이상협 아나운서                | 2007년 11월 5일 ~ 2010년 5월 9일  |       |
| 3대  | 장웅 아나운서실 한국어연구부장 | 2010년 5월 10일 ~ 2012년 2월 26일 |       |
| 4대  | 배창복 아나운서실 현업지원부장 | 2012년 2월 27일 ~ 2013년 4월 7일  |       |
| 5대  | 김승휘 아나운서                | 2013년 4월 8일 ~ 2013년 10월 20일 |       |
| 6대  | 이규봉 아나운서                | 2019년 9월 16일 ~ 2020년 6월 28일 | [ 5 ] |
| 7대  | 이규원 前 아나운서             | 2020년 6월 29일 ~ 2024년 1월 21일 | [ 6 ] |
| 8대  | 박태원 아나운서                | 2024년 1월 22일 ~ 2024년 5월 19일 | [ 8 ] |
| 9대  | 백정원 아나운서실 라디오팀장   | 2024년 5월 20일 ~ 현재            | [ 9 ] |

### 주말
| 대수 | 진행자          | 진행 기간                       | 비고 |
| ---- | --------------- | ------------------------------- | ---- |
| 1대  | 원석현 아나운서 | 2020년 4월 4일 ~ 2021년 5월 2일 |      |

## 기상 캐스터
- 노은지 KBS 기상 캐스터

## 타이틀 변천사
- 현재 타이틀은 2020년 6월 29일부터 기준으로 한다.

| 기수 | 프로그램 타이틀 | 방송 시간                                                            |
| ---- | --------------- | -------------------------------------------------------------------- |
| 1기  | KBS 뉴스        | 2005년 12월 1일 ~ 2013년 10월 18일 2019년 9월 16일 ~ 2020년 6월 26일 |
| 2기  | KBS 뉴스 2      | 2020년 6월 29일 ~ 현재                                               |

## 편성 변경
- 2024년 9월 16일 : 오후 2시부터 《추석 특집 2024 조상현 신영희의 소리로 한 세상》 편성으로 인해 오후 1시 50분으로 편성 변경

## 결방
- 2023년 9월 26일 : 《2022 항저우 아시안 게임》 중계 방송으로 인해 결방
- 2023년 9월 27일 : 오후 1시 50분부터 《열린채널》 편성으로 인해 결방
- 2023년 9월 28일 : 《2022 항저우 아시안 게임》 중계 방송으로 인해 결방
- 2024년 11월 7일 : 《특집 빅스포 2024》 중계 방송으로 인해 결방

## 경쟁 프로그램
- KBS 3시 뉴스타임 (KBS 2TV)
- YTN 뉴스퀘어 2PM (YTN)
- 뉴스현장 (연합뉴스TV)